# Game.EXE
《Game.exe》是停刊的俄羅斯電子遊戲月刊雜誌，由莫斯科出版社Computerra出版。雜誌1995年3月創刊，當時名稱為「玩具商店」，1997年易名「Game.EXE」。雜誌2006年6月停刊，共134期。